# Provincia de Nong Khai
Nong Khai (en tailandés: จังหวัดหนองคาย) es una de las setenta y seis provincias que conforman la organización territorial del Reino de Tailandia.

## Geografía
La provincia se encuentra en el valle del Mae Nam Kong (río Mekong), que también forma la frontera con Laos. Hacia el sur tiene algunas tierras altas. La capital laosiana, Vientián, está a solo 25 kilómetros de la capital provincial de Nong Khai. Entre Tailandia y Laos está ubicado el Puente de la Amistad, construido conjuntamente por los gobiernos de Tailandia, Laos y Australia, y que fue inaugurado en 1994.

## Divisiones administrativas

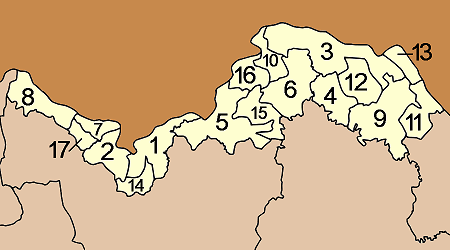
Distritos de la provincia.

Esta provincia tailandesa se encuentra subdividida en una cantidad de distritos (amphoe) que aparecen numerados a continuación:
- 1. Mueang Nong Khai
- 2. Tha Bo
- 3. Bueng Kan
- 4. Phon Charoen
- 5. Phon Phisai
- 6. So Phisai
- 7. Si Chiang Mai
- 8. Sangkhom
- 9. Seka
- 10. Pak Khat
- 11. Bueng Khong Long
- 12. Si Wilai
- 13. Bung Khla
- 14. Sakhrai
- 15. Fao Rai
- 16. Rattanawapi
- 17. Pho Tak

## Demografía
La provincia abarca una extensión de territorio que ocupa una superficie de unos 7.332,3 kilómetros cuadrados, y posee una población de 883.704 personas (según las cifras del censo realizado en el año 2000). Si se consideran los datos anteriores, se puede deducir que la densidad poblacional de esta división administrativa es de 121 habitantes por kilómetro cuadrado aproximadamente.